# Gravity's Rainbow (álbum)
Gravity's Rainbow es el décimo álbum de Pat Benatar, lanzado en 1993. Alcanzó el puesto 85 en las listas de Billboard 200 de Estados Unidos. El título se debe a la novela de Thomas Pynchon del mismo nombre, aunque tiene poca relación con ella.

## Lista de canciones
1. "Pictures of a Gone World" – 0:41
2. "Everybody Lay Down" – 4:25
3. "Somebody's Baby" – 4:24
4. "Ties That Bind" – 3:36
5. "You & I" – 4:24
6. "Disconnected" – 3:43
7. "Crazy" – 4:24
8. "Every Time I Fall Back" – 5:02
9. "Sanctuary" – 3:52
10. "Rise" (Parte 2) – 3:03
11. "Kingdom Key" – 4:22
12. "Tradin' Down" – 3:31

- Datos: Q5598021